# Marius Kipserem

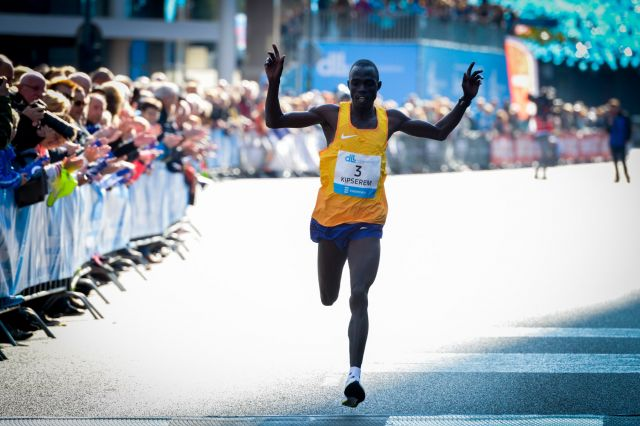
Marius Kipserem als Zweiter beim Eindhoven-Marathon 2016

Marius Kipserem (* 17. Mai 1988) ist ein kenianischer Langstreckenläufer, der sich auf den Marathonlauf spezialisiert hat. Er gewann zweimal den Rotterdam-Marathon.

## Sportliche Karriere
Kipserem debütierte 2011 beim Eldoret Kass Marathon, 2012 folgte der erste Sieg beim Brescia-Marathon in 2:13:02 h.
Weitere Marathon-Siege erzielte Kipserem 2014 beim Mont-Saint-Michel-Marathon, 2015 beim Hefei-Marathon, 2016 beim Rotterdam-Marathon und 2018 beim Abu-Dhabi-Marathon in persönlicher Bestzeit von 2:04:04 h.
2019 gewann er erneut den Rotterdam-Marathon in 2:04:11h. Im selben Jahr gehörte er zum Team, das Eliud Kipchoge bei der Ineos 1:59 Challenge unterstützte.
2021 stellte er seine Bestzeit von 2:04:04 h als Zweiter beim Rotterdam-Marathon ein.
2022 wurde Kipserem bei einem Dopingtest positiv auf Epo getestet und anschließend für drei Jahre gesperrt.

## Persönliche Bestleistungen
- Halbmarathon: 1:02:17 h, 2013 in Nairobi
- Marathon: 2:04:04 h, 2018 in Abu-Dhabi